# 596 Шейла
596 Шейла (596 Scheila) — астероїд головного поясу, відкритий 21 лютого 1906 року Августом Копфом у Гейдельберзі.